# Dìxià Cheng (Beijing)

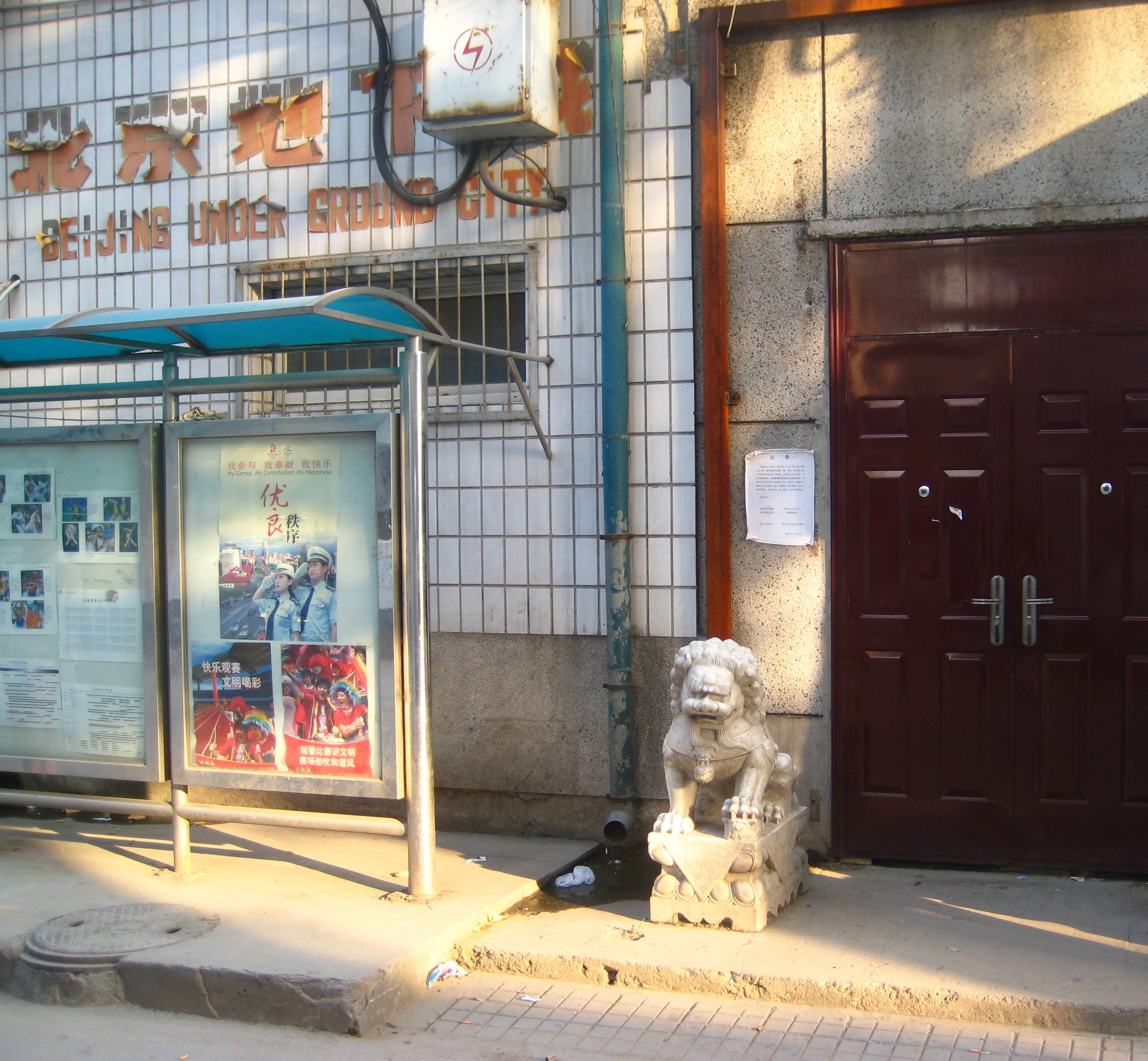
Entrada de la Ciutat Subterrània a Xidamochang Jie

Dìxià Cheng o ciutat subterrània (en xinès tradicional: 地下城, xinès simplificat: 地下城, pinyin: Dìxià Chéng) és un refugi antiaeri de l'època de la Guerra Freda que consisteix en una xarxa de túnels situats sota Beijing, Xina. També s'ha conegut com la Gran Muralla Subterrània des que va ser construïda per a la defensa militar. El complex es va construir entre 1969 i 1979 en previsió d'una guerra nuclear amb la Unió Soviètica, a mesura que les relacions sino-soviètiques van empitjorar i es va reobrir oficialment l'any 2000. Als visitants se'ls va permetre recórrer parts del complex, que s'ha descrit com a "fosc, humit i realment estrany". La ciutat subterrània ha estat tancada per renovació des d'almenys el febrer de 2008.

## Ubicació
Els túnels de la ciutat subterrània passen per sota del centre de la ciutat de Beijing i cobreixen una àrea de 85 quilometres quadrats (33 sq mi) i 8 a 18 metres (26–59 ft) sota la superfície. En algun moment es va arribar a les 90 entrades al complex, totes elles amagades a les botigues dels carrers principals de Qianmen. Moltes de les entrades han estat enderrocades o bloquejades per a la reconstrucció. Les entrades restants conegudes inclouen el carrer 62 de West Damochang a Qianmen, la fàbrica de catifes Qianmen de Beijing al número 44 de Xingfu Dajie al districte de Chongwen i el 18 de Dashilan Jie a Qianmen.

## Història
En el punt àlgid de les tensions soviètico-xineses el 1969, el president del Partit Comunista Xinès, Mao Zedong, va ordenar la construcció de la ciutat subterrània durant el conflicte fronterer per l'⁣illa de Zhenbao al riu Heilongjiang. La ciutat subterrània va ser dissenyada per resistir atacs nuclears, bioquímics i convencionals. El complex protegiria la població de Beijing i permetria evacuar els funcionaris del govern en cas d'atac a la ciutat. El govern va afirmar que els túnels podrien acollir tots els sis milions d'habitants de Beijing un cop finalitzats.
El complex estava equipat amb instal·lacions com restaurants, clíniques, escoles, teatres, fàbriques, una pista de patinatge, magatzems de cereals i oli i una granja de cultiu de bolets. També hi havia gairebé 70 llocs potencials on es podien excavar fàcilment pous d'aigua si calgués. Es van instal·lar sistemes de ventilació elaborats, amb 2.300 pous que es poden segellar per protegir els habitants dels túnels dels gasos verinosos, es van construir escotilles a prova de gas i aigua, així com portes principals de formigó gruixut, per protegir els túnels d'atacs bioquímics i caigudes nuclears.
No hi ha cap revelació oficial sobre l'extensió real del complex, però s'especula que els túnels poden unir els diferents punts de referència de Beijing, així com importants edificis governamentals com el Zhongnanhai, el Gran Saló del Poble i fins i tot bases militars als afores de la ciutat. El Centre d'Informació d'Internet de la Xina afirma que "suposadament connecten totes les zones del centre de Beijing, des de Xidan i Xuanwumen fins a Qianmen i [el] districte de Chongwen⁣", a més dels turons occidentals. També es rumoreja que totes les residències tenien una escotilla secreta a prop que conduïa als túnels. En cas d'atac nuclear, el pla era traslladar la meitat de la població de Beijing a la clandestinitat i l'altra meitat als turons occidentals.
Els túnels van ser construïts per més de 300.000 ciutadans locals, inclosos estudiants de les escoles, amb tasques voluntàries. Fins i tot es van excavar algunes parts sense l'ajuda de cap maquinària pesant. Les muralles, les torres i les portes de la ciutat centenàries, incloses les antigues portes de la ciutat de Xizhimen, Fuchengmen i Chongwenmen van ser destruïdes per subministrar materials de construcció per al complex.
Des de la finalització del complex, els locals l'han utilitzat de diverses maneres, ja que els túnels es mantenen frescos a l'estiu i càlids a l'hivern. Als carrers concorreguts, algunes parts del complex van ser reformades com a hotels barats, mentre que altres es van transformar en centres comercials i de negocis, o fins i tot teatres.
Tot i que el complex no s'ha utilitzat mai per al propòsit previst, tampoc no s'ha abandonat del tot. Les autoritats locals encara fan controls de fuites d'aigua i control de plagues als túnels de manera regular.

## Com a atractiu turístic
El complex es va obrir oficialment l'any 2000, però ha estat tancat per renovació des d'almenys el febrer de 2008. Mentre estava obert, els visitants podien recórrer parts del complex; la ciutat subterrània era popular entre els turistes estrangers, però va romandre pràcticament oblidada pels ciutadans locals. Tot i que hi ha moltes altres entrades, els visitants estrangers van entrar a les seccions aprovades a les quals s'hi accedeix a través d'un petit aparador a Qianmen, al sud de la plaça de Tiananmen, al 62 West Damochang Street. Els grups turístics podien entrar de manera gratuïta i sense permís previ, mentre que els turistes individuals que no formen part d'un grup pagaven 20 iuans (2,40 dòlars EUA) cadascun.
La visita oficial només portaria els visitants a un petit tram circular de la ciutat subterrània. A l'interior del complex, els visitants podrien veure senyals de les principals fites accessibles pels túnels, com la plaça de Tiananmen i la Ciutat Prohibida, i podien veure cambres etiquetades amb les seves funcions originals, com ara cinemes, hospitals o arsenals. Es va poder veure un retrat de Mao Zedong entre murals de gent local que s'ofereixen per excavar els túnels i eslògans que s'esvaeixen com "Acumular gra" i "Per a la gent: Prepareu-vos per a la guerra, prepareu-vos per a la fam". Les habitacions amb lliteres i capses de cartó deteriorades de depuradores d'aigua es podien veure en zones no obertes als turistes. Els visitants de la visita oficial també passarien per una fàbrica de seda en funcionament en una de les sales de reunions del personal subterrànies del complex i se'ls oferia una demostració del procés d'obtenció de la seda dels capolls de cuc de seda. Es tenia també l'oportunitat de comprar records a una botiga de turistes gestionada pel Centre d'Arts i Oficis de Qianmen i la companyia de seda Xina Kai Tian.